# Panteras Rosa
Las Panteras Rosa, anteriormente conocido como "Frente de Combate a la Homofobia", es un colectivo LGBT nacido en Portugal en 2004 que desarrolla actividad pública como Observatorio de discriminación contra la homofobia.  El movimiento Panteras Rosa se enfoca en acciones directas y en campañas de denuncia en los medios. Denuncia casos de violencia o discriminación, destacando su acción contra el ataque organizado contra homosexuales ocurrido en Viseu en 2005 o el asesinato de la mujer transexual Gisberta Salce Júnior perpetrado por un grupo de jóvenes en la ciudad de Oporto en 2006. Este hecho motivó la alteración del nombre del grupo, anteriormente conocido como "Frente de Combate a la Homofobia". Como grupo queer y transfeminista, las Panteras Rosa denuncian el cissexismo, el heterosexismo y la primacía de la heterosexualidad como parte de un sistema político patriarcal que crea diferenciaciones sexuales y de género para determinar desigualdades sociales.
Desde 2004 organiza la Marcha del Orgullo LGBT de Lisboa y desde 2006 la de Oporto: Marcha del Orgulho LGBT de Oporto.

## Orígenes
Panteras Rosa tiene su origen en el Grupo de Trabalho Homosexual (GTH), creado en 1991 como primera organización LGBT en Lisboa, formando parte del Partido Socialista Revolucionario (PSR) y coorganizando la marcha LGBT en Lisboa desde 2000 hasta 2003, en que se disgregó el grupo. A partir de su desaparición, muchos de sus miembros formaron el Grupo LGBT del Bloco de Esquerda en 2003 y después Panteras Rosa, en 2004.

## Activismo
Entre las actividades públicas generadas por las Panteras Rosa figuran diversos actos como "Kiss-ins" y "Barómetro de la homofobia", ambos organizados en 2005, y para los cuales invitaban a periodistas de forma personalizada para conseguir la cobertura de la acción en la prensa. "Kiss-ins" consistió en mostrar a una pareja joven homosexual de la mano, besándose y abrazándose por la calle, en diferentes espacios públicos: paradas de autobús, metro, bares, restaurantes, entre otros. Con esta acción se consiguió una página entera en la edición del Diário de Noticias del 3 de julio de 2005. Otro evento que fue muy noticiado consistió en un grupo de activistas vestidos como médicos y pacientes, con camisetas incluyendo mensajes contra la patologización de la homosexualidad, durante la celebración del Congreso de Medicina Sexual en Lisboa en noviembre de 2007. Durante la acción se distribuyeron panfletos y certificados de transfobia entre los participantes del Congreso. Esta acción estaba dirigida a los psiquiatras, considerados por el movimiento como la "policía de la identidad de género".